# Gesta Francorum
Gesta Francorum ("Faptele francilor") sau pe larg De Gesta Francorum et aliorum Hierosolimitanorum ("Faptele francilor și ale altor pelerini la Ierusalim") este o cronică scrisă în latină referitoare la Prima cruciadă, redactată în jurul anilor 1100-1101 de către un autor anonim aflat în legătură cu Bohemond I de Antiohia.
Cronica istorisește evenimentele primei cruciade de la începuturile din noiembrie 1095 până la bătălia de la Ascalon din august 1099. Numele autorilor nu este cunoscut, însă rezultă cu claritate că ar fi fost membrul partidei cruciate, fie cea normandă fie cea italiană, a celor recrutați de către Bohemund de Taranto în 1096 din ducatul de Apulia. Narațiunea asupra călătoriei către Ierusalim, inițial sub comanda lui Bohemond, apoi sub cea a lui Raymond de Toulouse, a fost compusă și scrisă chiar în timpul călătoriei. Autorul s-a bucurat de sprijinul unui scrib, care însă intervenea uneori în text. Cronica oferă punctul de vedere al unui cavaler care nu era din rândul liderilor cruciați sau al clericilor.
Cea mai importantă contribuție o constituie faptul că este vorba de o prezentare zilnică a evenimentelor: operațiuni de tactică, aprovizionări, schimbări comportamentale a diferiți cruciați, prejudecățile anti-bizantine etc.
Din perspectiva contemporanilor, autorul anonim al Gesta Francorum era un "rustic". Guibert of Nogent și-a scria a sa Dei gesta per Francos (1108) bazându-se pe ea, dar considerând că "în mod frecvent își lasă cititorul șocat prin goliciunea sa insipidă". Robert Călugărul din Reims a primit mai târziu sarcina de a rescrie întreaga lucrare Gesta Francorum, pentru a-i aduce îmbunătățiri, iar Baudri de Dol, la rândul său, a rescris o versiunea a acestei "mici lucrări rustice". În orice caz, versiunea originală s-a păstrat, așa încât astăzi rămâne una dintre cele mai valabile surse contemporane pentru Prima cruciadă.